# 검은방 3
《밀실탈출: 검은방 3》는 일렉트로닉 아츠 모바일 코리아(EA Mobile Korea)에서 제작한 추리, 공포 장르의 모바일 어드벤처 게임이다. 2010년 KT ,SKT, LGT의 이동통신 3사에 출시되었다. 기존 검은방 2와는 달리, 루트가 4개로 나뉘어서 진행하게 된다. 기존 검은방 및 검은방2, 검은방4 와는 달리 친밀도가 있다. 제일 중요한 친밀도는 백건영과의 친밀도인데, 백건영과 루트 진행을 할 시 잘못할 경우 처음부터 다시 시작할 수도 있다.

## 주인공
류태현 루트
류태현 : 시리즈의 주인공으로 교통지도계 순경. 계속되는 생존게임 안에서 선택을 강요당한다.
안승범 : 류태현이 쫓던 용의자. 앳되어 보이는 얼굴과 대조되는 큰 키가 특징. 감옥에서도, 류태현에게서도 탈출을 시도한다.
여강휘 루트
(다른 루트와 다르게 다른 루트보다 10년 전 이야기를 다룬다. 여강휘 루트에서 다른 것을 할 시에는, 10년후의 저택에서 일이 일어난다.)
여강휘(가명)(=하경위=하무열) : 강서겸과 함께 투입된 신참 경위. 인질극의 교섭을 위해 투입된 두뇌파 형사로 치밀하지만 나약한 내면을 가졌다.
강서겸(가명)(=서경감=서태준) : 여강휘와 함께 투입된 베테랑 경감. 거구의 하드웨어를 바탕으로한 육체파 형사로 자신의 감과 판단을 전적으로 신뢰한다.
민지은 루트
민지은 : 프리랜서. 활달함과 낙천성, 좋고 싫음이 분명한 강단을 가졌다. 자신이 지었다는 죄에 대해 기억조차 하지 못한다.
서현진 : 어두운 인상에 말수가 적은 여성. 조용한 말투안에 무언가를 숨기는 인상을 준다. 백건영과는 예전부터 아는 사이라고 한다.
백건영 : 음험한 느낌을 주는 남자. 자신보다 강한자의 권위에 굴복하는 소인배. 서현진과는 예전부터 아는 사이라고 한다.
전태수 루트
전태수(가명)(=서태준) : 외부에서 건물로 진입하려는 형사. 작전성공에 대한 굳은 의지를 가지고 있다. 동행하는 허상은을 각별히 아낀다.
허상은(가명)(=하은성) : 전태수와 동행하는 발랄한 느낌의 여성. 긴장감 없는 태도와 헤실거리는 웃음이 특징. 전태수와는 동료 이상의 관계로 보인다.
이 외 주인공
하무열 : 류태현과 함께 두번의 사건에서 살아남은 형사. 그가 합류하면서 사건은 결말로 향한다.
허강민 : 무대를 설계하고 배우를 배치한 자. "충동적이면서 통제된 군상극"을 원하는 그의 욕망은 모두를 파멸시킨다.